# العلاقات المكسيكية الليسوتوية
العلاقات المكسيكية الليسوتوية هي العلاقات الثنائية التي تجمع بين المكسيك وليسوتو.

## مقارنة بين البلدين
هذه مقارنة عامة ومرجعية للدولتين:
| وجه المقارنة                                              | المكسيك                                                                               | ليسوتو                      |
| --------------------------------------------------------- | ------------------------------------------------------------------------------------- | --------------------------- |
| المساحة (كم2)                                             | 1.97 مليون                                                                            | 32.96 ألف                   |
| عدد السكان (نسمة)                                         | 130.53 مليون                                                                          | 2.23 مليون                  |
| الكثافة السكانية (ن./كم²)                                 | 66.26                                                                                 | 67.66                       |
| العاصمة                                                   | مدينة مكسيكو                                                                          | ماسيرو                      |
| اللغة الرسمية                                             | اللغة الإسبانية                                                                       | لغة إنجليزية، اللغة السوتية |
| العملة                                                    | بيزو مكسيكي                                                                           | لوتي ليسوتو                 |
| الناتج المحلي الإجمالي (بليون دولار)                      | 1.15 تريليون                                                                          | 2.64 مليار                  |
| الناتج المحلي الإجمالي (تعادل القوة الشرائية) بليون دولار | 2.16 تريليون                                                                          | 6.30 مليار                  |
| الناتج المحلي الإجمالي الاسمي للفرد دولار أمريكي          | 9.01 ألف                                                                              | 1.07 ألف                    |
| الناتج المحلي الإجمالي للفرد دولار أمريكي                 | 17.32 ألف                                                                             | 2.64 ألف                    |
| مؤشر التنمية البشرية                                      | 0.756                                                                                 | 0.497                       |
| رمز المكالمات الدولي                                      | +52                                                                                   | +266                        |
| رمز الإنترنت                                              | .mx                                                                                   | .ls                         |
| المنطقة الزمنية                                           | منطقة زمنية وسطى، المنطقة الزمنية الجبلية، زمن منطقة المحيط الهادئ، منطقة زمنية شرقية | ت ع م+02:00                 |

## منظمات دولية مشتركة
يشترك البلدان في عضوية مجموعة من المنظمات الدولية، منها:
| علم المنظمة | اسم المنظمة                        | تاريخ انضمام المكسيك | تاريخ انضمام ليسوتو |
| ----------- | ---------------------------------- | -------------------- | ------------------- |
|             | مؤسسة التنمية الدولية              | 24 أبريل 1961        | 19 سبتمبر 1968      |
|             | يونسكو                             | 4 نوفمبر 1946        | 29 سبتمبر 1967      |
|             | وكالة ضمان الاستثمار متعدد الأطراف | 1 يوليو 2009         | 12 أبريل 1988       |
|             | الأمم المتحدة                      | 7 نوفمبر 1945        | 17 أكتوبر 1966      |
|             | الاتحاد البريدي العالمي            | ?                    | ?                   |
|             | البنك الدولي للإنشاء والتعمير      | 31 ديسمبر 1945       | 25 يوليو 1968       |
|             | الاتحاد الدولي للاتصالات           | 1 يوليو 1908         | 26 مايو 1967        |
|             | منظمة حظر الأسلحة الكيميائية       | ?                    | ?                   |
|             | مؤسسة التمويل الدولية              | 20 يوليو 1956        | 29 سبتمبر 1972      |
|             | منظمة التجارة العالمية             | 1995                 | ?                   |
|             | منظمة الشرطة الجنائية الدولية      | ?                    | ?                   |

## وصلات خارجية
- موقع وزارة الخارجية المكسيكية
- موقع وزارة الخارجية الليسوتوية